# Galeria Lysistrate
Galeria Lysistrate, 100-talet, var mätress till kejsar Antoninus Pius.
Hon var slav till kejsarinnan Faustina den äldre. Hon blev senare frigiven.  Efter Faustinas död, inledde kejsaren ett förhållande med Galeria Lysistrate. Förhållandet varade i resten av kejsarens liv.  Hon ska ha utövat en hel del inflytande vid kejsarhovet. Hon fick ett gott eftermäle och prisades för sin trohet mot kejsaren.  
Hon var en av en rad inflytelserika älskarinnor till romerska kejsare som är kända, jämsides med Claudia Acte, Antonia Caenis och kejsar Commodus älskarinna Marcia.  